# Sinus Aestuum
Sinus Aestuum, vilket på svenska betyder ungefär den sjudande viken, är ett litet, väldigt flackt månhav på den sida av månen som vetter mot Jorden. Dess diameter är 230 kilometer.

## Havet och dess omgivningar
Sinus Aestuum formar en rundad bukt av det större månhavet Mare Insularum i sydväst, men är mer flackt än detta. Det är omgivet av den stora kratern Eratosthenes i nordväst, den syddöstra delen av Montes Apenninus i norr och ett högland i väster. Omkring 100 kilometer västerut ligger månhavet mare Vaporum.